# Long Cecil
A Long Cecil egy egyedileg gyártott ágyú. A második búr háborúban, Kimberley ostroma alatt gyártotta le a saját műhelyében a De Beers bányászvállalat a brit csapatok számára, George Labram amerikai mérnök tervei alapján.
1902-ben Fokvárosban, a Long Cecil alépítményén szállították Cecil Rhodes koporsóját a gyászmenetkor. Napjainkban az ágyú a Kimberley-i Honoured Dead Memorial sztülobatészén áll (Free State felé fordítva).
Valamivel 1915 előtt, a Pratt & Whitney legyártotta az ágyú modelljét, és az American Society of Mechanical Engineers társaságnak ajándékozta.

## Gyártás

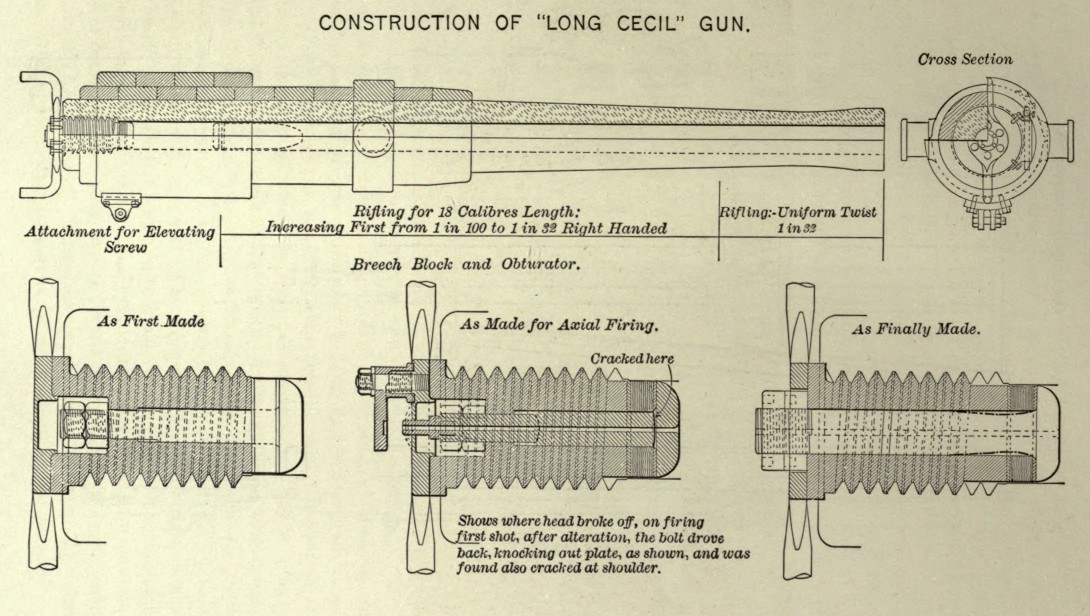
Az ágyúcső tervrajza.

Kimberley védőinek csupán viszonylag kiskaliberű (2,5 hüvelykes) elöltöltős hegyi-tarackok álltak rendelkezésre, ezért szükségük volt egy olyan fegyverre, ami képes felvenni a versenyt a búr ostromlókéval.
George Labram és Edward Goffe a De Beers bánya vezető rajzolói átolvasták a Kimberleyben korlátozottan rendelkezésre álló tankönyveket és fegyvergyártásról szóló kiadványokat. Ezekből, és más elvégzett számításokból megállapították, hogy a kéznél lévő anyagokból megépíthető egy 7600 méter (24000 láb) hatótávolságú ágyú.
Az ágyú gyártása 1899. december 26-án kezdődött az ágyúcső durva esztergálásával, azonban a huzagoláshoz szükséges eszközök némelyike kezdetben nem állt rendelkezésre, így ezeket is a helyszínen kellett legyártani. Az ágyúcső egy 3 méter hosszú, 270 mm átmérőjű lágyacél tuskóból készült; amelyet eredetileg a De Beers műhelyében lévő egyik gép tengelyének szántak.

## Hatása az ostromra

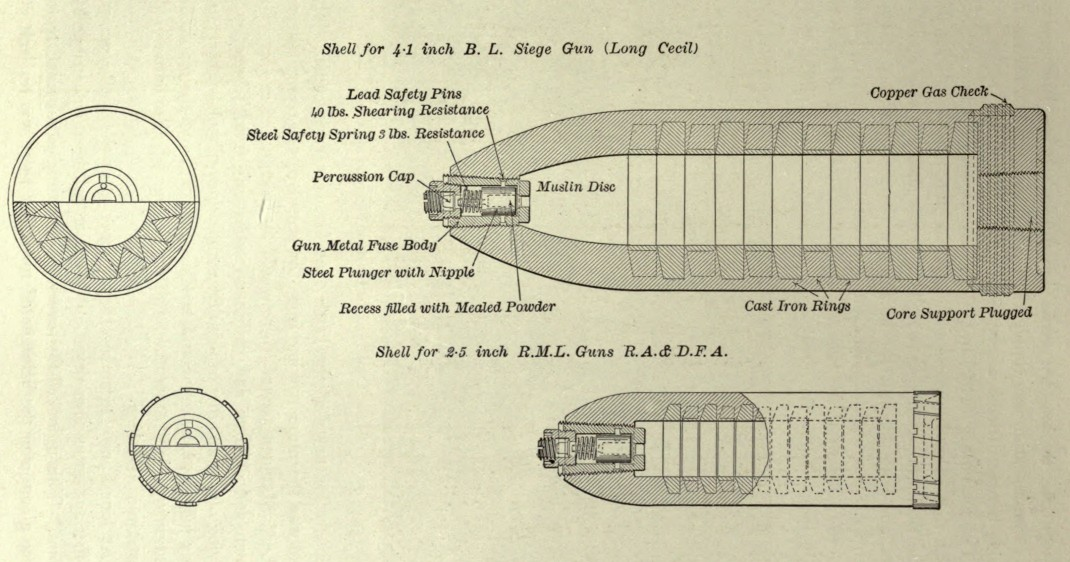
A Long Cecil lövedéke.

Az ágyú elemeinek elkészítése mellett A De Beers műhelyben egyedi lőszert is elő kellett állítani. Az első bizonyított lövést három héttel a gyártás kezdete után, 1900. január 19-én adták le a várostól északra fekvő Kamfers gát közeli búr táborra. A kortárs beszámolók szerint a búrokat meglepte az új fegyver hatótávolsága; az ágyú képes volt nagy pontossággal eljuttatni a lövedékét a korábban biztonságos távolságban lévő pozícióikba.
A gyártás végeztétől az ostrom egy hónappal későbbi befejezéséig a brit védők 255 lövedéket lőttek ki a búr állásokra. Az ágyú azonban nem volt képes sokáig megfordítani az erőviszonyokat, ugyanis a búrok a Long Cecil felállítását követően két héten belül nagyobb ágyút hoztak, négy darab 100 fontos Long Tom löveget. Ennek következtében az ostromlott város lakosainak ágyúzása csak fokozódott és halálosabbá vált mint korábban; ekkor esett áldozatul maga George Labram is. Az ostromnak, és így az ágyútűznek is John French vetett véget, aki 8000 fős lovasságával felszabadította a várost 1900. február 15-én.

## Fordítás
Ez a szócikk részben vagy egészben  a   Long Cecil című angol Wikipédia-szócikk fordításán alapul.  Az eredeti cikk szerkesztőit annak laptörténete sorolja fel. Ez a jelzés csupán a megfogalmazás eredetét és a szerzői jogokat jelzi, nem szolgál a cikkben szereplő információk forrásmegjelöléseként.